# Куайид, Мухаммед Юсуф аль
Мухаммед Юсуф аль-Куайид (р. 1944) — египетский писатель.

## Биография
Родился в деревне Эд-Дахрия мухафазы Бухейра. Окончил сначала куттаб, затем педагогический институт. В 1965 году поступил на военную службу и находился на ней семь лет. В 1972 году поступил на работу в литературный ежемесячный журнал «Аль-Мусаввар». Большую часть его литературного наследия составляют романы и повести; считается одним из основателей современного египетского романа. Некоторые произведения аль-Куайида ранее были запрещены в Египте из-за наличия в них критики правящего режима.
В 2008 году получил Государственную премию в области искусства за роман «الحرب في بر مصر» (рус. «Война на земле Египта», 1981, русский перевод — 1983), занимающий четвёртое место по читаемости среди ста самых известных арабоязычных романов; это произведение даёт широкую картину жизни египетской деревни начала 1970-х годов. Другие известные произведения: повести «Дни засухи» (1973), «На хуторе аль Миниси» (1971, русский перевод — 1976), романы «Это происходит в Египте в наши дни» (1977, русский перевод — 1980), «Траур» (1969), «Зимний сон» (1976), «Жалобы красноречивого египтянина» (1983). Рассказы писателя издавались в сборниках «Разлив Нила» (1976), «Рассказы раненого времени» (1980), «Осушение слёз» (1981), «Истории из страны бедняков» (1983). Тематикой его произведений являются социальные проблемы египетского общества, быт египетских крестьян, обличение правящего класса.